# Сокальський Володимир Іванович
Володимир Іванович Сокальський (6 травня 1863, Гайдельберг, Німеччина — 1919, Севастополь) — український композитор, піаніст і музичний критик, син Івана Сокальського і племінник Петра Сокальського.

## Життєпис
Народився у Гайдельберзі (Німеччина), за фахом правник (суддя). Студіював у Харківському університеті й учився грі на фортепіано у Харківській Філії Російського Музичного Товариства: з теорії музики — у І. Кнорра, з фортепіано — у І. Слатіна. Перші композиції пов'язані з аранжуванням п'єс для драматичних вистав у трупі Михайла Старицького. Працював як викладач-піаніст, диригент, концертмейстер у Харківському оперному театрі, брав участь у концертах музичного товариства як диригент власних творів.
З 1882 року працював кореспондентом газети «Южный край» (Харків), де публікував свої «Музичні нотатки». Писав статті для «Известий Санкт-Петербургского общества музикальных собраний» (псевдонім «Дон Дієз»).
Помер у Севастополі 1919 року.

## Твори
Автор симфонічних творів («Драматична фантазія», «Східний марш», «Зліт соколів слов'янських»), дитячої опери «Ріпка» (1900), симфонії соль мінор (1892, вперше вик. 1894), побудованої за мотивами українських народних пісень, менші твори для оркестру, елегія для віолончелі і фортепіано, солоспіви, фортепіанові твори.